# 浩来呼热苏木
浩来呼热苏木是中华人民共和国内蒙古自治区赤峰市克什克腾旗下辖的一个苏木。
2012年1月20日，内蒙古自治区人民政府批复同意从经棚镇划出部分区域，设置浩来呼热苏木，辖浩来呼热、碌碡湾、布敦山、伊和诺日4个嘎查，驻浩来呼热。

## 行政区划
浩来呼热苏木下辖以下村级行政区划单位：
好鲁库社区、浩来呼热嘎查、碌碡湾嘎查、伊和诺日嘎查和布墩山嘎查。

## 交通
- 好鲁库站